# أمبو (شركة)
أمبو، هي شركة دنماركية تعمل على تطوير وإنتاج وتسويق حلول التنظير الداخلي ذات الاستخدام الواحد ومعدات التشخيص ودعم الحياة وخدمات الإنقاذ للمستشفيات والقطاع الخاص.  تأسست في الدنمارك في عام 1937 باسم (Testa Laboratorium) من قبل المهندس الألماني هولجر هيس.
أكبر المجالات التي تعمل بها الشركة هي التخدير وأمراض القلب والأعصاب وأمراض الرئة والمسالك البولية وأمراض الجهاز الهضمي. أما أهم منتجات الشركة هي أجهزة التهوية الاصطناعية، والمناظير الداخلية ذات الاستخدام الواحد، والأقطاب الكهربائية ذات الاستخدام الواحد لاختبارات مخطط كهربية القلب والتخطيطات الفيزيولوجية العصبية. 